# Echinodon becklesii
Echinodon becklesii (gr. "diente puntiagudo de Samuel Beckles") es la única especie conocida del género extinto Echinodon de dinosaurio neornitisquio heterodontosáurido, que vivió a principios del período Cretácico, hace aproximadamente 145 y 140 millones de años, en el Berriasiense, en lo que hoy es Europa. También es conocido como Saurechinodon.

## Descripción
Fue un herbívoro bípedo, de alrededor de 60 centímetros de largo. A diferencias de otros ornitisquios, Echinodon tenía uno o dos dientes caniniformes en cada maxilar.

## Historia
El espécimen tipo fue descubierto por Samuel Beckles en las Camas Purbeck cerca de Swanage, Inglaterra. La única especie conocida es E. becklesii, la cual fue nombrada en 1861 por el naturalista Richard Owen, quien creyó que se trataba de una lagartija. Se encontraron restos de un animal similar a Echinodon en la zona estratigráfica 4 de la formación Morrison. Estos ahora se llaman Fruitadens . A mediados del siglo XIX, Samuel Husbands Beckles se hizo de una enorme colección de fósiles que él mismo había recogido a lo largo de la costa sur de Inglaterra. Richard Owen tuvo la oportunidad de estudiarlo. Entre los hallazgos fue un par de mandíbulas, que  probablemente, excavó en lo alto de los acantilados de la Bahía de Durlston entre Peveril Point y Durlston Head, cerca de Swanage, Isla de Purbeck, en el condado de Dorset. Owen creía que era una nueva especie de lagarto que nombró en 1861 como la especie Echinodon becklesii. El nombre genérico significa "diente de erizo", una referencia al carácter puntiagudo del borde del diente aserrado. El nombre de la especie honra a Beckles. Todavía en 1861 Hugh Falconer creyó que el nombre Echinodon estaba ocupado y le dio a Sauraechinodon como un nombre de reemplazo que también se deletreaba incorrectamente como Sauraechmodon. Owen declaró que, hasta donde sabía, ningún animal había sido llamado antes Echinodon y cosa que se confirmó más tarde, por lo que Sauraechinodon debe ser sinónimo más moderno objetivo. Otra curiosidad en términos de nombres es que Owen accidentalmente en 1861 el nombre también como Echinodon becclesii en una leyenda de una ilustración. De hecho, debería haber tomado una decisión explícita más adelante, pero generalmente se asume que Echinodon becklesii se ha convertido en válido a través del uso predominante.

## Clasificación
El parentesco de Echinodon es problemático. El propio Owen colocó al animal primero en Lacertilia como una lagartija, aunque notó todas las similitudes con Scelidosaurus y más tarde se refirió al descubrimiento como el Dinosaurio Purbeck. En el siglo XX, tales formas básicas del grupo Ornithischia se incluyeron en los Fabrosauridae. Paul Sereno llegó a la conclusión, teniendo en cuenta los otros dos dientes divergentes en 1991, de que la especie pertenece a Heterodontosauridae, por cierto un grupo con una ubicación taxonómica problemática. Si la tarea es correcta, entonces Echinodon del último miembro conocido del grupo. A Echinodon ocasionalmente se lo ha considerado lo un tireofóro basal, principalmente debido a la asociación errónea de osteodermos del miembro de una tortuga. El paleontólogo Paul Sereno lo reclasificó, en 1991, como un heterodontosáurido, pero esta adjudicación es polémica. David B. Norman y Paul M. Barrett redescribieron a Echinodon en el 2002, apoyando la postura de P. Sereno, aunque empleando diferentes pruebas. En 2012 Sereno ratifica su adscripción.

### Filogenia

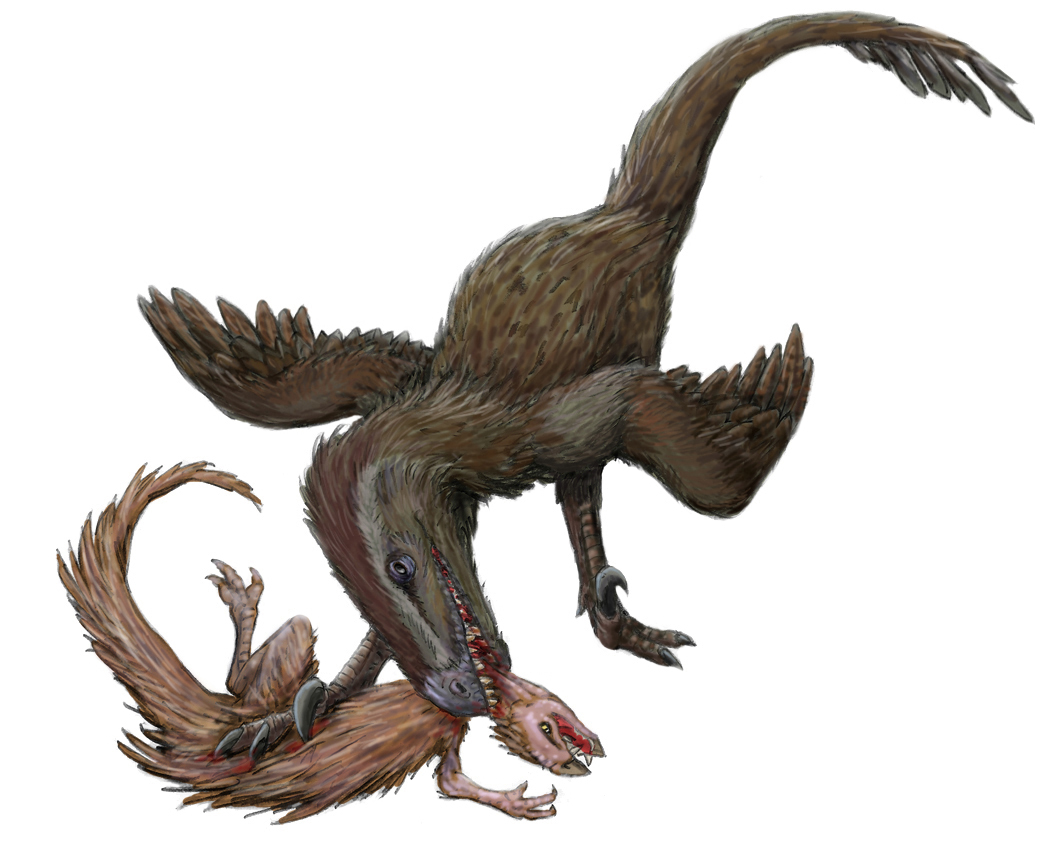
Echinodon siendo atacado por Nuthetes.

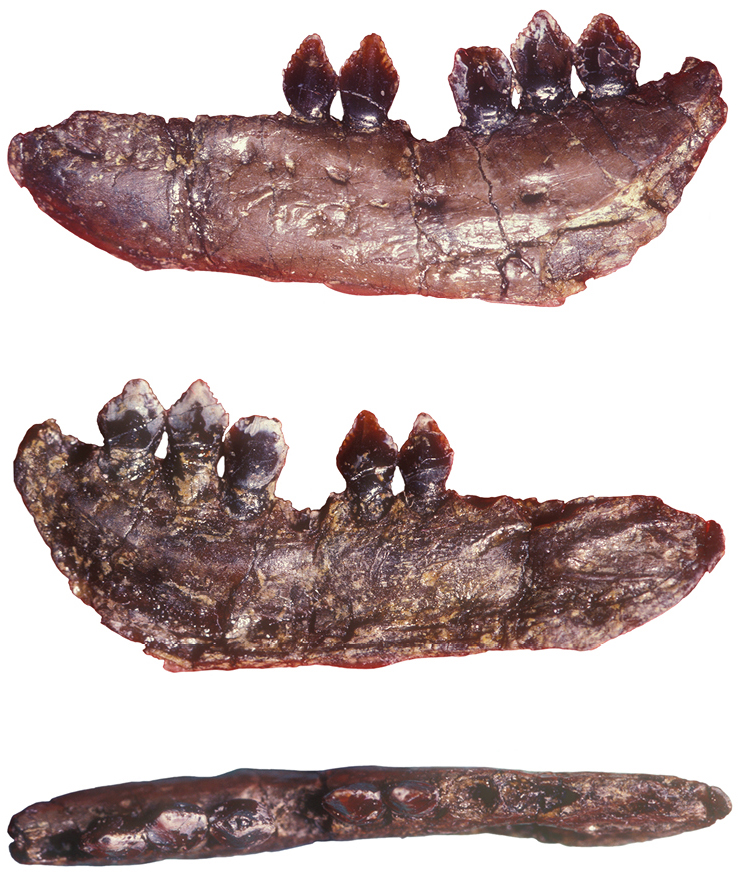
Espécimen NHMUK 48215b

|  | NHM RU A100       |
|  |                   |
|  | Heterodontosaurus |
|  |                   |
|  | Lycorhinus        |
|  |                   |

|  | Fruitadens |
|  |            |
|  | Tianyulong |
|  |            |

|  | NHM RU A100       |
|  |                   |
|  | Heterodontosaurus |
|  |                   |
|  | Lycorhinus        |
|  |                   |

|  | Fruitadens |
|  |            |
|  | Tianyulong |
|  |            |

|  | NHM RU A100       |
|  |                   |
|  | Heterodontosaurus |
|  |                   |
|  | Lycorhinus        |
|  |                   |

|  | Fruitadens |
|  |            |
|  | Tianyulong |
|  |            |

|  | NHM RU A100       |
|  |                   |
|  | Heterodontosaurus |
|  |                   |
|  | Lycorhinus        |
|  |                   |

|  | Fruitadens |
|  |            |
|  | Tianyulong |
|  |            |